# Borough de Colwyn
Pour les articles homonymes, voir Colwyn.
Le borough de Colwyn (borough of Colwyn en anglais) est une ancienne zone de gouvernement local de deuxième niveau du pays de Galles.
Créé au 1er avril 1974 au sein du comté de la Clwyd par le Local Government Act 1972, il est aboli le 31 mars 1996 en vertu du Local Government (Wales) Act 1994. Plusieurs parties de son territoire sont constitutives du comté du Denbighshire ainsi que du borough de comté d’Aberconwy and Colwyn, institués à partir du 1er avril 1996.

## Géographie
Le territoire du district relève du comté administratif de Denbigh. Au 1er avril 1974, il constitue, avec les districts d’Alyn and Deeside, de Delyn, de Glyndŵr, de Rhuddlan et de Wrexham Maelor, le comté de la Clwyd, zone de gouvernement local de premier niveau créée par le Local Government Act 1972,.
Alors que le borough admet 46 659 habitants au recensement de 1981, 52 649 résidents sont comptabilisés lors du recensement de 1991. La superficie du territoire du borough est évaluée à 136 566 acres en 1978,,.

## Toponymie
Simplement défini par un ensemble de territoires par le Local Government Act 1972, le borough prend le nom officiel de Colwyn en vertu du Districts in Wales (Names) Order 1973, un décret en Conseil du 8 janvier 1973 pris par le secrétaire d’État pour le Pays de Galles,.
Ainsi, le borough tient son appellation du nom de Colwyn, nom archaïque du village d’Old Colwyn.

## Histoire
Le district de Colwyn est érigé au 1er avril 1974 à partir des territoires suivants :
- le borough municipal de Colwyn Bay ;
- le district urbain d’Abergele ;
- le district rural d’Aled ;
- et le district rural de Hiraethog, pour partie (sans les paroisses d’Eglwysbach, de Llanddoget, de Llanrwst Rural et de Tir Ifan).

Alors que la notion de borough municipal est abolie par le Local Government Act 1972, le statut de borough est conféré au nouveau district par un décret en Conseil du 21 mai 1974, avec une entrée en vigueur rétroactive au 1er avril 1974. Il est ainsi permis à la zone de gouvernement local de s’intituler « borough de Colwyn » (borough of Colwyn en anglais) tandis que son assemblée délibérante prend le nom de « conseil de borough de Colwyn » (Colwyn Borough Council en anglais) au sens de la section 21 du Local Government Act 1972,.
Le borough est aboli au 31 mars 1996 par le Local Government (Wales) Act 1994, son territoire relevant désormais du comté du Denbighshire ainsi que du borough de comté d’Aberconwy and Colwyn au sens de la loi.